# Pariambia
Pariambia là một chi bướm đêm thuộc họ Noctuidae.